# Championnats du monde de trail 2018
Navigation
Édition précédente Édition suivante
Les championnats du monde de trail 2018, huitième édition des championnats du monde de trail co-organisés par l'International Association of Ultrarunners (IAU) et l'International Trail Running Association (ITRA), ont lieu du 10 au 13 mai 2018 à Peñagolosa, en Espagne.
Le parcours de 85 km pour 4 900 m de dénivelé positif récompense les champions du monde de trail sur longue distance.

## Podiums

### Hommes
| Catégorie  | Or | Argent | Bronze |
| ---------- | --- | --- | --- |
| Individuel | Luis Alberto Hernando 8 h 38 min 35 s | Cristofer Clemente 8 h 46 min 19 s                                                                                             | Tom Evans 8 h 49 min 35 s |
| Par équipe | Espagne 26 h 45 min 8 s Luis Alberto Hernando (1re) 8 h 38 min 35 s Cristofer Clemente (2e) 8 h 46 min 19 s Pablo Villa (13e) 9 h 20 min 14 s | Royaume-Uni 27 h 9 min 6 s Tom Evans (3e) 8 h 49 min 35 s Jonathan Albon (4e) 8 h 53 min 41 s Ryan Smith (16e) 9 h 25 min 50 s | France 27 h 44 min 52 s Ludovic Pommeret (5e) 8 h 58 min 12 s Romain Maillard (7e) 9 h 10 min 18 s Adrien Michaud (19e) 9 h 36 min 22 s |

### Femmes
| Catégorie  | Or | Argent | Bronze |
| ---------- | --- | --- | --- |
| Individuel | Ragna Debats 9 h 55 min 0 s | Laia Cañes 10 h 11 min 11 s | Claire Mougel 10 h 15 min 23 s |
| Par équipe | Espagne 31 h 5 min 29 s Laia Cañes (2e) 10 h 11 min 11 s Gemma Arenas (4e) 10 h 25 min 58 s Maite Maiora (5e) 10 h 28 min 20 s | France 31 h 37 min 33 s Claire Mougel (3e) 10 h 15 min 23 s Adeline Roche (7e) 10 h 32 min 5 s Amandine Ferrato (14e) 10 h 50 min 5 s | États-Unis 32 h 1 min 44 s Clare Gallagher (8e) 10 h 36 min 37 s Kaytlyn Gerbin (10e) 10 h 39 min 40 s Sabrina Little (12e) 10 h 45 min 27 s |